# Lake County, Minnesota
Lake County är ett administrativt område i delstaten Minnesota i USA, med 10 866 invånare. Den administrativa huvudorten (county seat) är Two Harbors. 

## Politik
Lake County röstar i regel på demokraterna. Demokraternas kandidat har vunnit countyt i samtliga presidentval sedan valet 1936. Valet 2016 var dock det hittills jämnaste i countyt, då republikanernas kandidat fick 45 procent av rösterna medan demokraternas kandidat fick 47,2 procent. Detta var första gången sedan valet 1932 som demokraternas kandidat inte fick över 50 procent av countyts röster.

## Geografi
Enligt United States Census Bureau har countyt en total area på 7 746 km². 5 437 km² av den arean är land och 2 309 km² är vatten.     

### Angränsande countyn
- Cook County - öst
- Ashland County, Wisconsin - sydost
- Bayfield County, Wisconsin - syd
- Douglas County, Wisconsin - syd
- St. Louis County - väst
- Ontario, Kanada - nord

### Städer och samhällen
- Beaver Bay
- Finland
- Silver Bay
- Two Harbors (huvudort)